# محمدعلی جمال‌زاده
سیّد محمّدعلی موسوی جمال‌زاده اصفهانی (۲۳ دی ۱۲۷۰ – ۱۷ آبان ۱۳۷۶) نویسنده و مترجم معاصر ایرانی بود. او را پیشتاز قصّه‌نویسی معاصر، پدر داستان کوتاه در زبان فارسی و آغازگر سبک واقع‌گرایی در ادبیات فارسی می‌دانند.
او نخستین مجموعهٔ داستان‌های کوتاه ایرانی را با عنوان یکی بود و یکی نبود در سال ۱۳۰۱ در برلین منتشر ساخت.
جمال‌زاده در سال‌های ۱۹۶۵، ۱۹۶۷ و ۱۹۶۹ نامزد جایزه نوبل ادبیات بود. او، زین‌العابدین رهنما، حسین قدس نخعی و ابوالقاسم اعتصام‌زاده تنها چهار فارسی‌زبانی هستند که آکادمی سوئد نامزد این جایزه اعلام کرده است – و هیچ‌یک جایزه را نبرده‌اند. وی در ۱۹۶۹ در یک قدمی جایزه بود.
داستان‌های وی انتقادی (از وضع زمانه)، ساده، طنزآمیز و آکنده از ضرب‌المثل‌ها و اصطلاحات عامیانه است.
وی در ۱۳۷۶ در ۱۰۶ سالگی در یک آسایشگاه سالمندان در ژنو، سوئیس درگذشت.

## زندگی

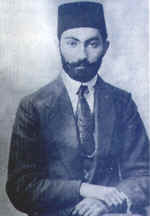
جمال‌زاده در ۲۳ سالگی (حوالی سال ۱۹۱۵)

### دوران کودکی
جمال‌زاده در خانواده‌ای مذهبی در اصفهان به دنیا آمد. او فرزند سید جمال‌الدین واعظ اصفهانی بود. واعظ اصفهانی در اصفهان زندگی می‌کرد، اما غالباً برای وعظ به شهرهای مختلف سفر می‌کرد. جمال‌زاده پس از ۱۰ سالگی پدر خود را در برخی از سفرها همراهی می‌کرد. وی به همراه خانواده در سال ۱۳۲۱ ه‍.ق به تهران مهاجرت کرد.
جمال‌زاده که اصالتا لبنانی و از سادات صدر عاملی بود،  حدود دوازده سال داشت که پدرش او را برای تحصیل به بیروت فرستاد. در دوران اقامت او در بیروت؛ اوضاع سیاسی ایران تغییر کرد، در آن زمان محمد علی شاه قاجار مجلس را به توپ بست و هر یک از آزادی‌خواهان با مشکلاتی مواجه شدند. پدر جمال‌زاده خود را به همدان رساند تا از آنجا به عتبات فرار کند، ولی در آن‌جا دستگیر شد و به بروجرد برده شد. امیر افخم، حاکم بروجرد دستور اعدام او را صادر کرد.

### دوران جوانی
جمال‌زاده در بیروت با ابراهیم پور داود و مهدی ملک‌زاده فرزند ملک المتکلمین چندین سال هم‌دوره بود. در سال ۱۹۱۰ تصمیم گرفت برای ادامه تحصیل به اروپا برود. سپس از راه مصر عازم فرانسه شد. در آنجا ممتازالسلطنه سفیر ایران به وی پیشنهاد کرد که برای تحصیل به لوزان سوئیس برود. سید محمدعلی تا سال ۱۹۱۱ در لوزان بود، پس از آن به شهر دیژون در فرانسه رفت و دیپلم حقوق خود را از دانشگاه آن شهر گرفت.

### مراودات با محمد ابراهیم باستانی پاریزی
جمالزاده روابط صمیمانه‌ای با محمدابراهیم باستانی پاریزی، نویسنده و استاد تاریخ دانشگاه تهران، داشته است و نامه‌های آنها در کتابی با همین عنوان توسط فرزندان باستانی پاریزی منتشر شده است که علی دهباشی آن را ویراستاری کرده است. جمالزاده به دفعات زیاد نوشته‌های باستانی پاریزی را مطالعه کرده بود و گویا در کنار آنها یادداشت‌هایی می نوشته و برای او می‌فرستاده است.

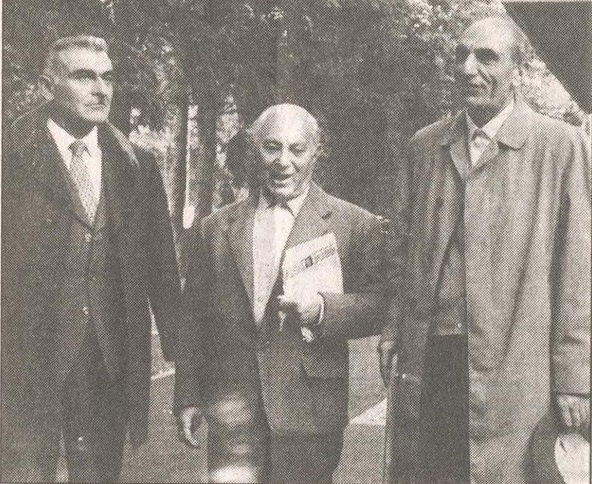
همراهی باستانی پاریزی، جمال‌زاده و منوچهر ستوده در ژنو

### ازدواج
جمال‌زاده در سال ۱۹۱۴ در شهر دیژون فرانسه با ژوزفین، دانشجوی سوئیسی هم دانشگاهی خود، ازدواج نمود. وی بار دیگر در سال ۱۹۳۱ در دوران اقامتش در ژنو با یک آلمانی به نام مارگرت اگرت ازدواج کرد.

### درگذشت
جمال‌زاده در پاییز ۱۳۷۶ پس از آن که از آپارتمانش در خیابان «رو دو فلوریسان» ژنو به یک خانه سالمندان منتقل شد درگذشت.
بنا بر نوشتهٔ ثبت‌شده در کنسولگری ایران، پس از درگذشت او ۲۶ هزار برگ از نامه‌ها، دستنوشته‌ها و عکس‌های او در خانه‌اش به سازمان اسناد ملی تحویل داده شده‌است.
جمال‌زاده روز هفدهم آبان ۱۳۷۶ در شهر ژنو کنار دریاچه لمان درگذشت.

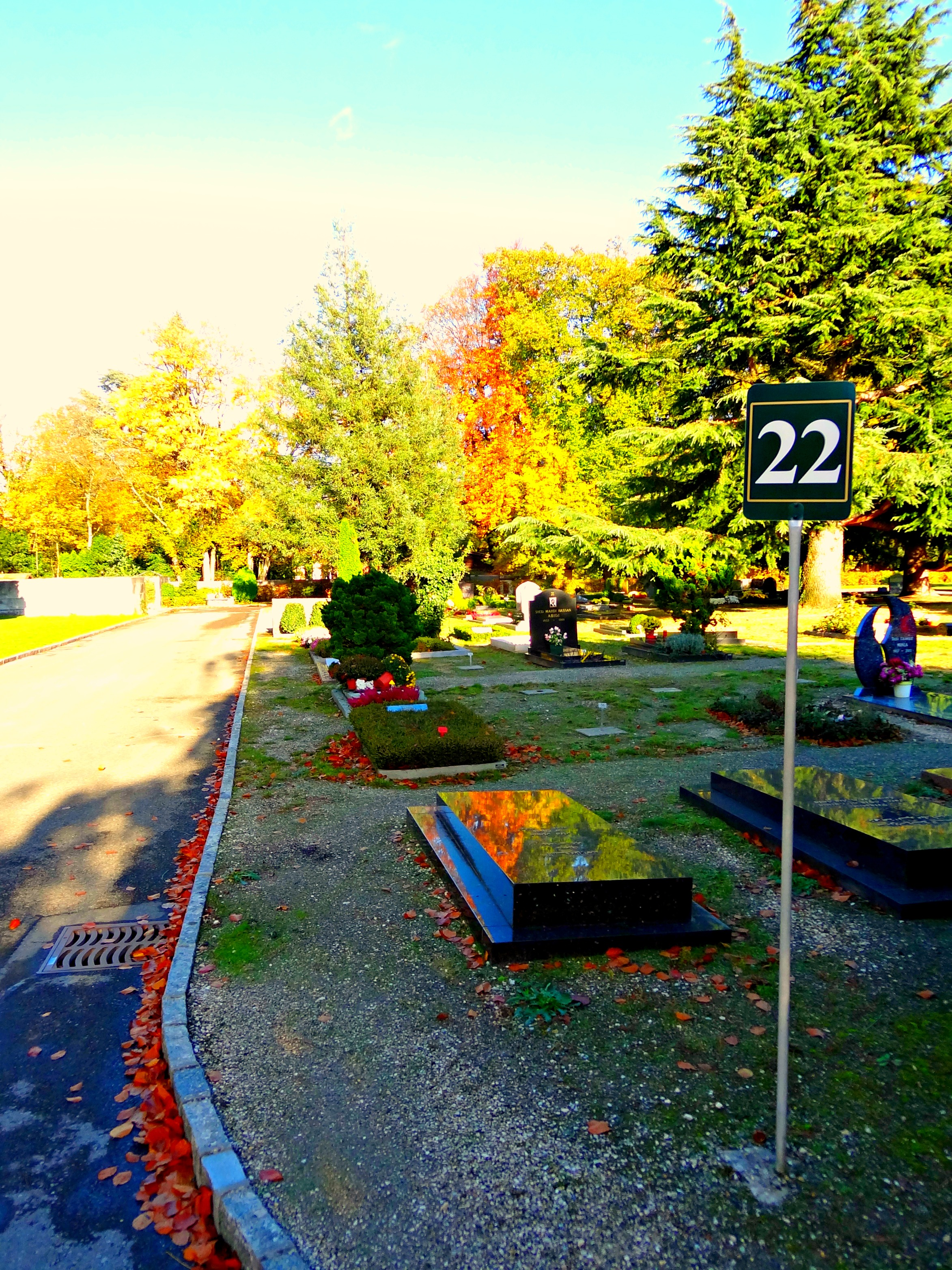
بلوک ۲۲ قبرستان پتی ساکونه محل مقبره محمد علی جمال‌زاده

مقبره وی در بلوک ۲۲ قبرستان پتی ساکونه در شهر ژنو قرار دارد.

## فعالیت‌ها
همزمان با جنگ جهانی اول کمیته‌ای به نام کمیته ملّیّون به رهبری سید حسن تقی‌زاده برای مبارزه با روسیه و انگلیس در برلین تشکیل شد. این کمیته سید محمدعلی جمال‌زاده را به همکاری دعوت نمود. جمال‌زاده در سال ۱۹۱۵ به برلین رفت و تا سال ۱۹۳۰ در آن جا اقامت داشت. پس از اقامت کوتاهی در برلین، برای مأموریت از طرف کمیته میلیون به بغداد و کرمانشاه رفت و مدت شانزده ماه در آنجا اقامت داشت. در بازگشت به برلین، مجله کاوه (۲۴ ژانویه ۱۹۱۶ اولین شماره آن به چاپ رسید) وی را به همکاری دعوت کرد و تا تعطیلی مجله (۳۰ مارس ۱۹۲۲) به همکاری خود با تقی‌زاده ادامه داد.
پس از تعطیلی مجله کاوه، سرپرستی محصلین ایرانی در سفارت ایران در برلین را به عهده گرفت. او به مدت هشت سال این مسئولیت را بر عهده داشت، تا اینکه در سال ۱۹۳۱ به دفتر بین‌المللی کار وابسته به جامعه ملل در ژنو پیوست. وی پس از بازنشستگی از آنجا در سال ۱۹۵۶ تا پایان عمر همچنان در ژنو اقامت داشت.
جمال‌زاده بیشتر عمر خود را در خارج از ایران سپری کرد. اما می‌توان گفت که تمام تحقیقاتش دربارهٔ ایران، زبان فارسی و گسترده کردن دانش ایرانیان بود. علی‌رغم اینکه در رشته حقوق تحصیل کرد ولی دربارهٔ حقوق مطلبی ننوشته بود.

## سبک نگارش
محمدعلی جمال‌زاده را همراه با صادق هدایت و بزرگ علوی سه بنیانگذار اصلی ادبیات داستانی معاصر فارسی می‌دانند. داستان کوتاه «فارسی شکر است» را که در کتاب یکی بود یکی نبود او چاپ شده‌است، عموماً به عنوان نخستین داستان کوتاه فارسی به شیوهٔ غربی می‌شمارند. این داستان پس از هزار سال از نثرنویسی فارسی نقطه عطفی برای آن به‌شمار می‌رود. به علاوه، مقدمهٔ جمال‌زاده بر کتاب یکی بود یکی نبود سند ادبی مهم و در واقع بیانیه نثر معاصر فارسی است. در این مقدمه جمال‌زاده مؤکداً بیان می‌کند که کاربرد ادبیات مدرن نخست بازتاب فرهنگ عامه و سپس انعکاس مسائل و واقعیت‌های اجتماعی می‌باشد.

### تاریخ و ادبیات
- گنج شایان (چاپ برلین، ۱۳۳۵ ه‍.ق)
- تاریخ روابط روس با ایران (چاپ برلین، چاپ تهران ۱۳۷۲)
- پندنامهٔ سعدی یا گلستان نیکبختی (۱۳۱۷)
- قصه قصه‌ها (از روی قصص المعمای تنکابنی، ۱۳۲۱)
- بانگ نای (داستان‌های مثنوی معنوی، ۱۳۳۷)
- فرهنگ لغات عوامانه (۱۳۴۱)
- طریقهٔ نویسندگی و داستان‌سرایی (۱۳۴۵)
- سرگذشت حاجی‌بابای اصفهانی (۱۳۴۸)
- اندک آشنایی با حافظ (۱۳۶۶)

### داستان‌ها
- یکی بود، یکی نبود (۱۳۰۰)

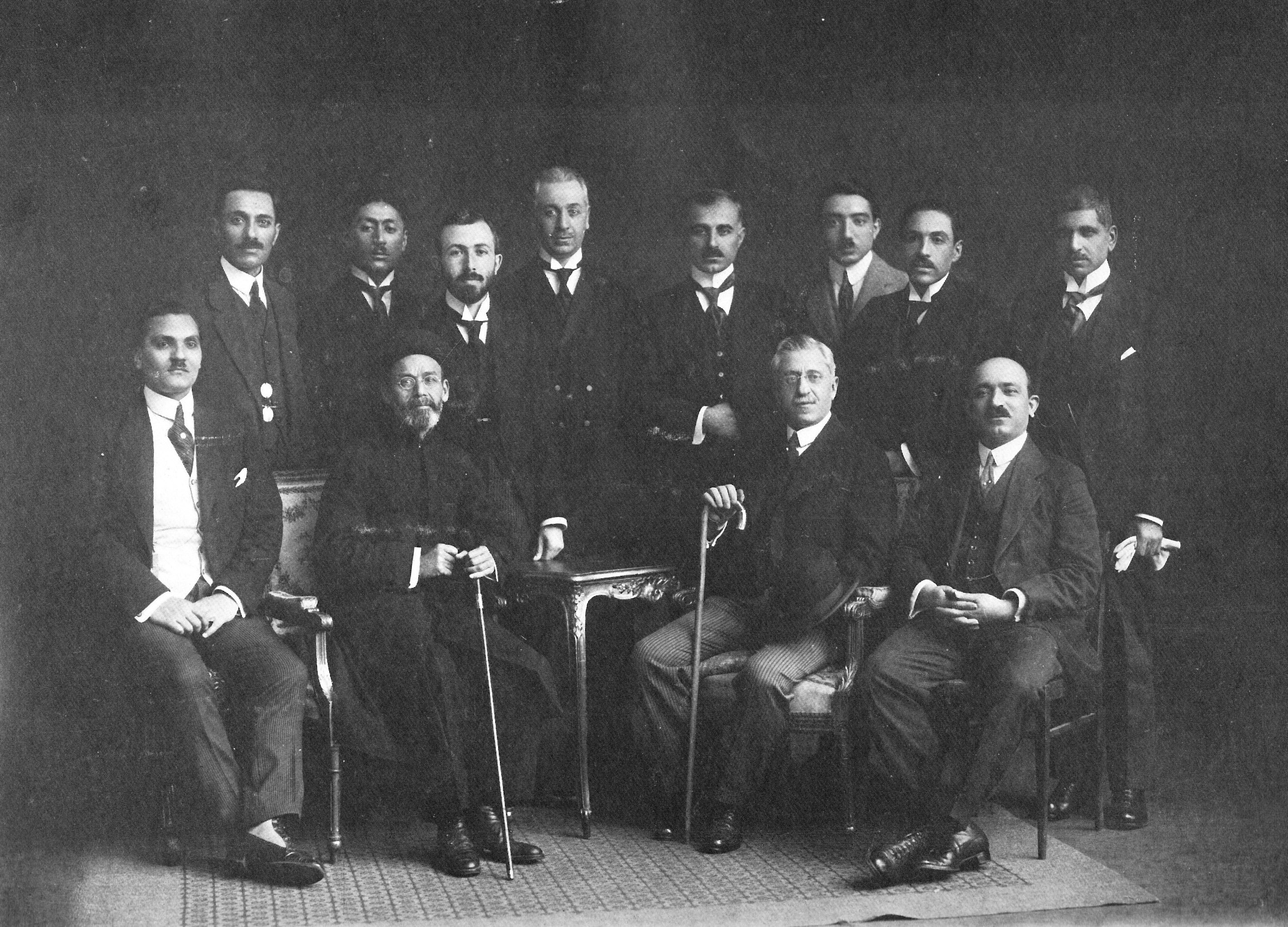
ردیف اول از سمت چپ: سید حسن تقی‌زاده، محمدرضا مساوات، حسین قلی خان، وحیدالملک شیبانی. ردیف دوم از چپ: محمدعلی جمال‌زاده، سید ابوالحسن علوی، محمدعلی مافی نظام السلطنه، ناشناس، عزت‌الله خان هدایت، قاسم صوراسرافیل، ناشناس. برلین ۱۹۱۸

- عمو حسینعلی (جلد اول شاهکار) (۱۳۲۰)
- سر و ته یه کرباس (۱۳۲۳) (۱۹۴۴)
- دارالمجانین (۱۳۲۱) (۱۹۴۲)
- زمین، ارباب، دهقان
- صندوقچه اسرار (۱۳۴۲) (۱۹۶۳)
- تلخ و شیرین (۱۳۳۴) (۱۹۵۵)
- شاهکار (دوجلدی) (۱۳۳۷)
- فارسی شکر است
- راه‌آب‌نامه
- قصه‌های کوتاه برای بچه‌های ریش‌دار (۱۳۵۲) (۱۹۷۳)
- قصهٔ ما به سر رسید (۱۳۵۷) (۱۹۷۸)
- قلتشن دیوان (۱۳۲۵) (۱۹۴۶)
- صحرای محشر
- هزار پیشه (۱۳۲۶) (۱۹۴۷)
- معصومه شیرازی (۱۳۳۳) (۱۹۵۴)
- هفت کشور
- قصه‌های کوتاه قنبرعلی (۱۳۳۸) (۱۹۵۹)
- کهنه و نو
- یاد و یاد بود
- کباب غاز
- غیر از خدا هیچ‌کس نبود (۱۳۴۰) (۱۹۶۱)
- شورآباد(کتاب) (۱۳۴۱) (۱۹۶۲)
- خاک و آدم
- آسمان و ریسمان (۱۳۴۳) (۱۹۶۴)
- مرکب محو (۱۳۴۴) (۱۹۶۵)

### سیاسی و اجتماعی
- آزادی و حیثیت انسانی (۱۳۳۸)
- خاک و آدم (۱۳۴۰)
- زمین، ارباب، دهقان (۱۳۴۱)
- خلقیات ما ایرانیان (۱۳۴۵)
- تصویر زن در فرهنگ ایران (۱۳۵۷)

### ترجمه
- قهوه‌خانه سورات یا جنگ هفتاد و دو ملت (برناردن دو سن پیر) (۱۳۴۰ق)
- ویلهلم تل (شیللر) (۱۳۳۴)
- داستان بشر (هندریک وان لون) (۱۳۳۵)
- دون کارلوس (شیللر)
- خسیس (مولیر)
- داستان‌های برگزیده
- دشمن ملت (ایبسن)
- داستان‌های هفت کشور (مجموعه)
- بلای ترکمن در ایران قاجاریه (بلوک ویل)
- قنبرعلی، جوانمرد شیراز (آرتور کنت دو گوبینو)
- سیر و سیاحت در ترکستان و ایران (هانری موزر)
- جنگ ترکمن (آرتور کنت دو گوبینو)

### سایر
- کشکول جمالی
- صندوقچهٔ اسرار

## نام‌گذاری خیابان جمال‌زاده در تهران و اصفهان

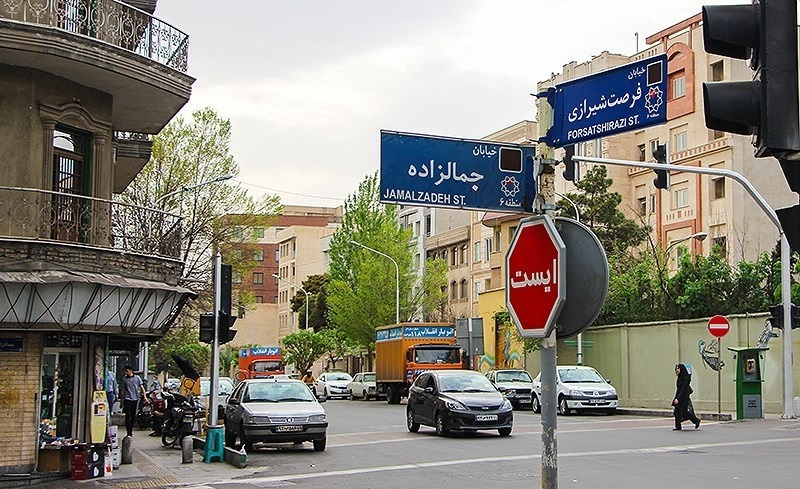
خیابان جمالزاده تهران

در سال ۱۳۵۳ ابراهیم صهبا،‌ به خاطر نوشتن مقالاتی که جمال‌زاده در اروپا در خصوص اصلاحات ارضی نوشته و برای صهبا فرستاده‌ بود،‌ پیشنهاد نام‌گذاری خیابانی در تهران (با نام قدیمی خیابان جمشیدآباد)، و اصفهان به نام وی را به اسدالله علم (نخست‌وزیر وقت) می‌دهد.